# Bocskince
Bocskince (horvátul: Bočkinci) falu Horvátországban, Eszék-Baranya megyében. Közigazgatásilag Mariánchoz tartozik.

## Fekvése
Eszéktől légvonalban 35, közúton 41 km-re északnyugatra, Alsómiholjáctól légvonalban 9, közúton 14 km-re délkeletre, a Szlavóniai-síkságon, a Karasica jobb partján fekszik.

## Története
A település a török uralom idején keletkezett. Egyike volt annak a 18 szlavóniai falunak, ahova a törökök Dél-Magyarországról magyarokat telepítettek be. A török uralom idején szpáhibirtok volt, kálvinista hitre tért magyar jobbágyok lakták. Utolsó uruk egy bródi Ali nevű szpáhi volt. Valószínűleg a felszabadító harcok során néptelenedett el. Az 1698-as kamarai összeírásban nem szerepel. 1702-ben is csak két ház állt a faluban. A 18. században Boszniából katolikus sokácok vándoroltak be ide. Előbb kamarai birtok, majd a valpói uradalom része lett. 1721. december 31-én III. Károly az uradalommal együtt Hilleprand von Prandau Péter bárónak adományozta. 
Az első katonai felmérés térképén „Bocskincze” néven található. Lipszky János 1808-ban Budán kiadott repertóriumában „Bochkincze” néven szerepel. Nagy Lajos 1829-ben kiadott művében „Bochkincze” néven 39 házzal, 216 katolikus vallású lakossal találjuk.
A 19. században a környező földek megművelésére dunai svábokat és dél-magyarországi magyarokat telepítettek ide. 1857-ben 194, 1910-ben 252 lakosa volt. Verőce vármegye Alsómiholjáci járásához tartozott. Az 1910-es népszámlálás adatai szerint lakosságának 67%-a horvát, 27%-a magyar, 5%-a német anyanyelvű volt. Az első világháború után 1918-ban az új szerb-horvát-szlovén állam, majd később (1929-ben) Jugoszlávia része lett. 1991-ben lakosságának 97%-a horvát nemzetiségű volt. 2011-ben a falunak 173 lakosa volt.

## Lakossága
| Lakosság változása | Lakosság változása | Lakosság változása | Lakosság változása | Lakosság változása | Lakosság változása | Lakosság változása | Lakosság változása | Lakosság változása | Lakosság változása | Lakosság változása | Lakosság változása | Lakosság változása | Lakosság változása | Lakosság változása | Lakosság változása |
| ------------------ | ------------------ | ------------------ | ------------------ | ------------------ | ------------------ | ------------------ | ------------------ | ------------------ | ------------------ | ------------------ | ------------------ | ------------------ | ------------------ | ------------------ | ------------------ |
| 1857               | 1869               | 1880               | 1890               | 1900               | 1910               | 1921               | 1931               | 1948               | 1953               | 1961               | 1971               | 1981               | 1991               | 2001               | 2011               |
| 194                | 191                | 166                | 200                | 241                | 252                | 220                | 247                | 247                | 258                | 250                | 258                | 220                | 220                | 204                | 173                |

## Gazdaság
A lakosság többsége mezőgazdasággal, állattartással foglalkozik.

## Nevezetességei
Hippói Szent Ágoston tiszteletére szentelt római katolikus temploma a podgajcei plébánia filiája.

## Oktatás
A felső tagozatosok a podgajcei általános iskolába, az alsósok a črnkovci területi iskolába járnak.

## Sport
Az NK Bočkinci labdarúgóklubot 1953-ban alapították. Jelenleg a megyei 3. ligában szerepel.

## Egyesületek
DVD Bočkinci önkéntes tűzoltó egyesület.